# Vidovdanski ustav
Vidovdanski ustav izglasan je 28. lipnja 1921. godine (po pravoslavnom kalendaru blagdan sv. Vida – Vidovdanski ustav) kao prvi ustav Kraljevine Srba, Hrvata i Slovenaca.

## Pripreme za proglašenje
Broj zastupnika pri Ustavotvornoj skupštini bio je 419, a radikala i demokrata koji su skupštini predali nacrt za budući ustav bilo je u skupštini zajedno 183, dok je za prihvaćanje ustava trebalo 210 glasova. Kako su oni bili u manjini trebalo je pridobiti još zastupnika da bi ustav bio izglasan. Pokojim ustupcima pridobili su JMO, Samostalnu kmetijsku stranku i Džemijet.

## Proglašenje
Od 258 nazočnih za ustav je glasovalo 223 zastupnika, 35 ih je bilo protiv ustava. U izglasavanju je potpuno zaobiđen zaključak s Krfa o kvalificiranoj većini. Izglasan je 28. lipnja 1921. godine kao prvi ustav Kraljevine SHS.

## Obilježja ustava
Po ustavu jugoslavenska država je ustavna, parlamentarna monarhija. Unutarnje uređenje države strogo je centralističko (centar je Beograd). Centralizam je posebno istaknut jedinstvenim teritorijem na kojem se ukidaju povijesni entiteti i uspostavljaju oblasti. Državni grb je sklopljen od srpskog, hrvatskog i slovenskog grba. Službeni je jezik po ustavu srpsko-hrvatsko-slovenski. Zakonodavnu vlast imaju skupština i kralj. Upravnu vlast ima vlada – odnosno ministarstva. Sudsku vlast obavljali su sudovi označeni kao „nezavisni“, ali su presude donosili u „ime kralja“.
"S donošenjem Vidovdanskog ustava (...) ozakonjen je dotadašnji centralistički velikosrpski sustav što je izazvalo s jedne strane oduševljenje u redovima srpskoga življa, a s druge strane ogorčenje kod najvećeg dijela hrvatskog naroda."

## Kraljeve ustavne ovlasti
Kralju je dana ovlast da raspisuje izbore, saziva Narodnu skupštinu (redovne i izvanredne sjednice), te da ju zaključuje i raspušta. Kralj ima i zakonodavne ovlasti i to tako što preko vlade upućuje skupštini svoje zakonske prijedloge. Drugim riječima kraljeva je osoba nepovrediva. Neke odredbe ustava dale su mu gotovo neograničenu vlast.
Odlomak iz Vidovdanskog ustava koji se odnosi na kralja (cit. izv. srp.):
Čl. 49.
Kralj potvrđuje i proglašuje zakone, postavlja državne činovnike i daje vojne činove po odredbama zakona.
Kralj je vrhovni zapovednik sve vojne sile. On daje ordene i druga odlikovanja.
Čl. 50.
Kralj ima prava amnestije za političke i vojne krivce.
Kralj ima pravo pomilovanja. On može dosuđenu kaznu oprostiti, smanjiti ili ublažiti.
Čl. 51.
Kralj predstavlja državu u svima njenim odnosima s tuđim državama. On oglašuje rat i zaključuje mir.
Čl. 52.
Kralj saziva Narodnu skupštinu u redovan ili vanredan saziv. On otvara i zaključuje sednice lično prestonom besedom ili preko Ministarskog saveta, poslanicom ili ukazom.
Kralj može u svako doba, po državnoj potrebi, pozvati Narodnu skupštinu, koja je svoje sednice odgodila. Kralj ima pravo da raspusti Narodnu skupštinu, ali ukaz o raspuštanju mora sadržavati naredbu za nove izbore najdalje u roku od tri meseca, i naredbu za saziv Narodne skupštine najdalje za četiri meseca od dana raspuštanja Skupštine.
Čl. 55.
...Kraljeva je ličnost neprikosnovena. Kralju se ne može ništa u odgovornost staviti, niti kralj može biti tužen ...